# De Deelen (waterschap)
De Deelen was een waterschap in de toenmalige Nederlandse gemeenten Aengwirden, Haskerland, Opsterland en Utingeradeel in de provincie Friesland, dat een zelfstandig overheidsorgaan was van 1916 tot 1977. 
Het waterschap besloeg een oppervlakte van 1371 hectare bij oprichting, in 1913 was het nog 1348 hectare. Aanleiding was overstroming van hooilanden in het gebied in 1894. De eigenaren drongen aan op een waterschap dat dergelijke overstromingen kon voorkomen. Het waterschap kreeg aldus als taak het reguleren van de waterstand en het bevorderen van de vaargelegenheid. Het waterschap heeft daaraan uitvoering gegeven door veel sloten te verdiepen en verbreden. In 1921 ging het waterschap op in de veel grotere Veenpolder De Deelen.
Sinds de grote waterschapsconcentraties in Friesland valt het gebied vanaf 2004 onder Wetterskip Fryslân. 